# منتخب الإمارات العربية المتحدة لكأس ديفيز
منتخب الإمارات العربية المتحدة لكأس ديفيز هو ممثل الإمارات العربية المتحدة الرسمي في كرة المضرب في كأس ديفيز.